# Peter Stuart Smith
Peter Stuart Smith (Cambridge) también con los seudónimos James Barrington, Max Adams, James Becker, Tom Kasey, Thomas Payne e Jack Steel, es un escritor inglés de thrillers de conspiración, espionaje y de acción. También escribe novelas de acción y aventuras con el nombre de James Barrington e historia militar con el nombre de Peter Smith en el Reino Unido.

## Biografía
Peter Stuart Smith nació en Cambridge, Inglaterra, trabajo en un supermercado, en una gasolinera, en una línea de producción en una fábrica local, como portero de hospital, conductor y en un depósito de cadáveres, antes de unirse a Marina Real británica como piloto de helicóptero. Sufrió un desprendimiento de retina en un ojo probablemente causado por un combate de más de acrobacias aéreas básicas de ala fija, esto acortó su carrera de vuelo. Se transfirió a Control de Tráfico Aéreo y se mantuvo así durante más de veinte años.
En la Armada Real Británica  ha participado en operaciones en numerosos puntos del mundo; como Yemen, Irlanda del Norte o Rusia. Es experto en técnicas de combate armado y siente un enorme interés por la historia antigua y medieval. Actualmente vive en Andorra.
En 2004, publicó su primer thriller, Overkill, como James Barrington, de
la serie Paul Richter.  

## Publicaciones como James Becker

### Serie Chris Bronson
1. The First Apostle (2008) El Primer Apóstol (La Factoría de Ideas, 2014) ISBN 8490184542
2. The Moses Stone (2009) La Piedra de Moisés (La Factoría de Ideas, 2011) ISBN 8498006694
3. The Messiah Secret (2010) El Secreto del Mesías (La Factoría de Ideas, 2014) ISBN 8490183090
4. The Nosferatu Scroll (2011) La Isla de los Muertos (La Factoría de Ideas, 2015) ISBN 8490183090
5. Echo of the Reich (2012)
6. The Lost Testament (2013)
7. The Templar Heresy (2017)
8. The Last Secret of the Ark (2020)

### TrilogíaHounds of God
1. The Lost Treasure of the Templars (2015)
2. The Templar Archive (2016)
3. The Templar Brotherhood (2017)

### Serie Steven Hunter
- Trade-Off (2018)
- Cold Kill (2018)

### Libros aislados
- The Ripper Secret (2018)
- The Titanic Secret (2018)

### Novela corta
- The Dante Conspiracy (2013)

## Publicaciones como James Barrington

### Serie Paul Richter
1. Manhunt (2011)
2. Overkill (2004)
3. Pandemic (2005)
4. Foxbat (2007)
5. Timebomb (2008)
6. Payback (2010)
7. Insurrection (2017)
8. Understrike (2018)
9. Bioweapon (2019)

- 6.5. Retribution (2016)

### Serie Ben Morgan (con Richard Benham)
1. Cyberstrike: London (2020)
2. Cyberstrike: DC (2021)

### Serie Natasha Black (con Richard Benham)
- Black Ops: Red Alert (2021)

### No-ficción
- Joint Force Harrier (2008) (con Adrian Orchard)
- Falklands: Voyage To War (2012)
- John Browning: Man and Gunmaker (2012)
- H.M.S. Illustrious (2019)

## Publicaciones como Max Adams

### Serie Eddie Dawson
- To Do Or Die (2010)
- Right and Glory (2011)
- Operation XD (2018)